# Encarsia socratis
Encarsia socratis är en stekelart som först beskrevs av Girault 1931.  Encarsia socratis ingår i släktet Encarsia och familjen växtlussteklar. Inga underarter finns listade i Catalogue of Life.